# Sunningdale Golf Club

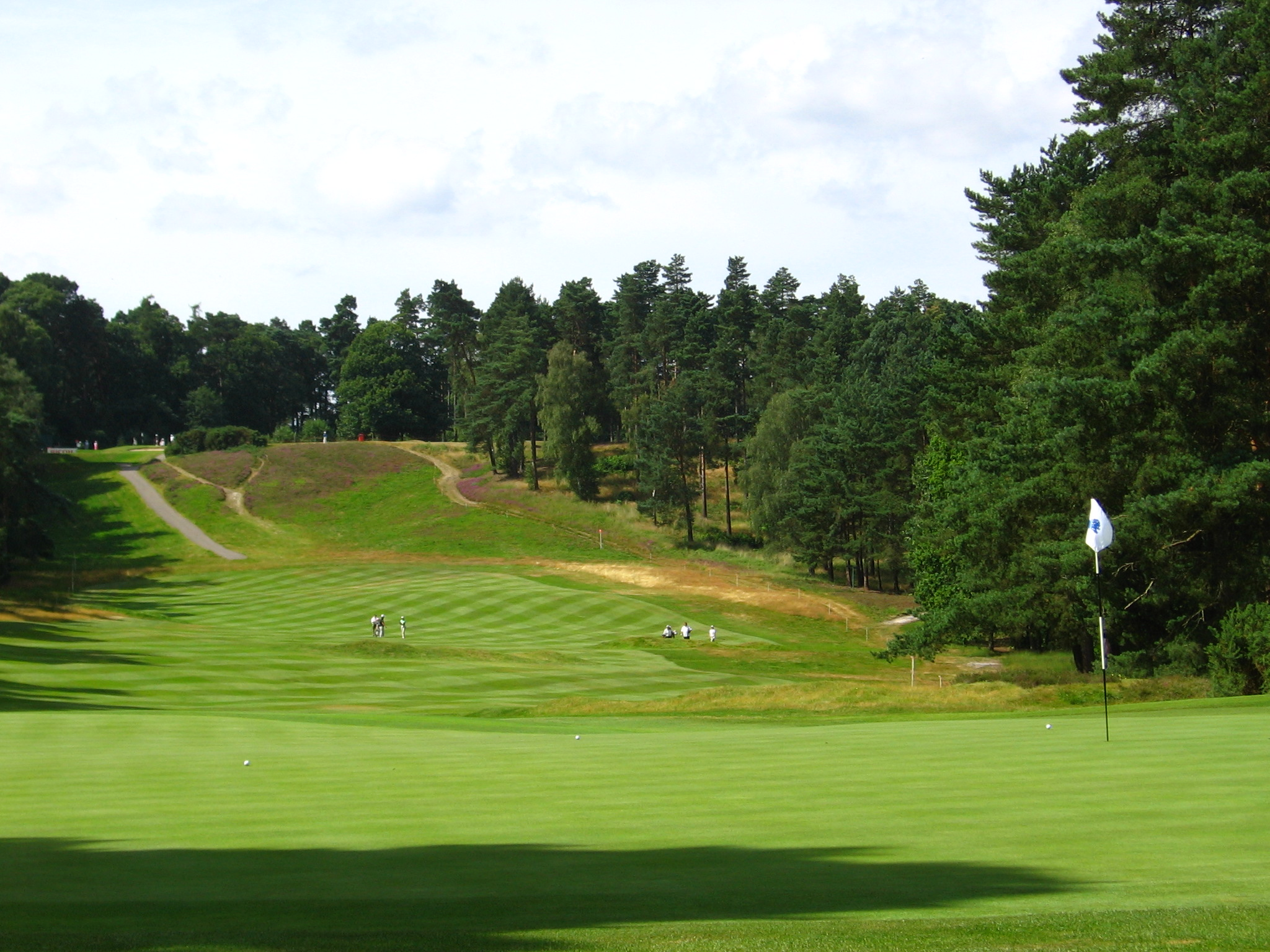
Hole 10

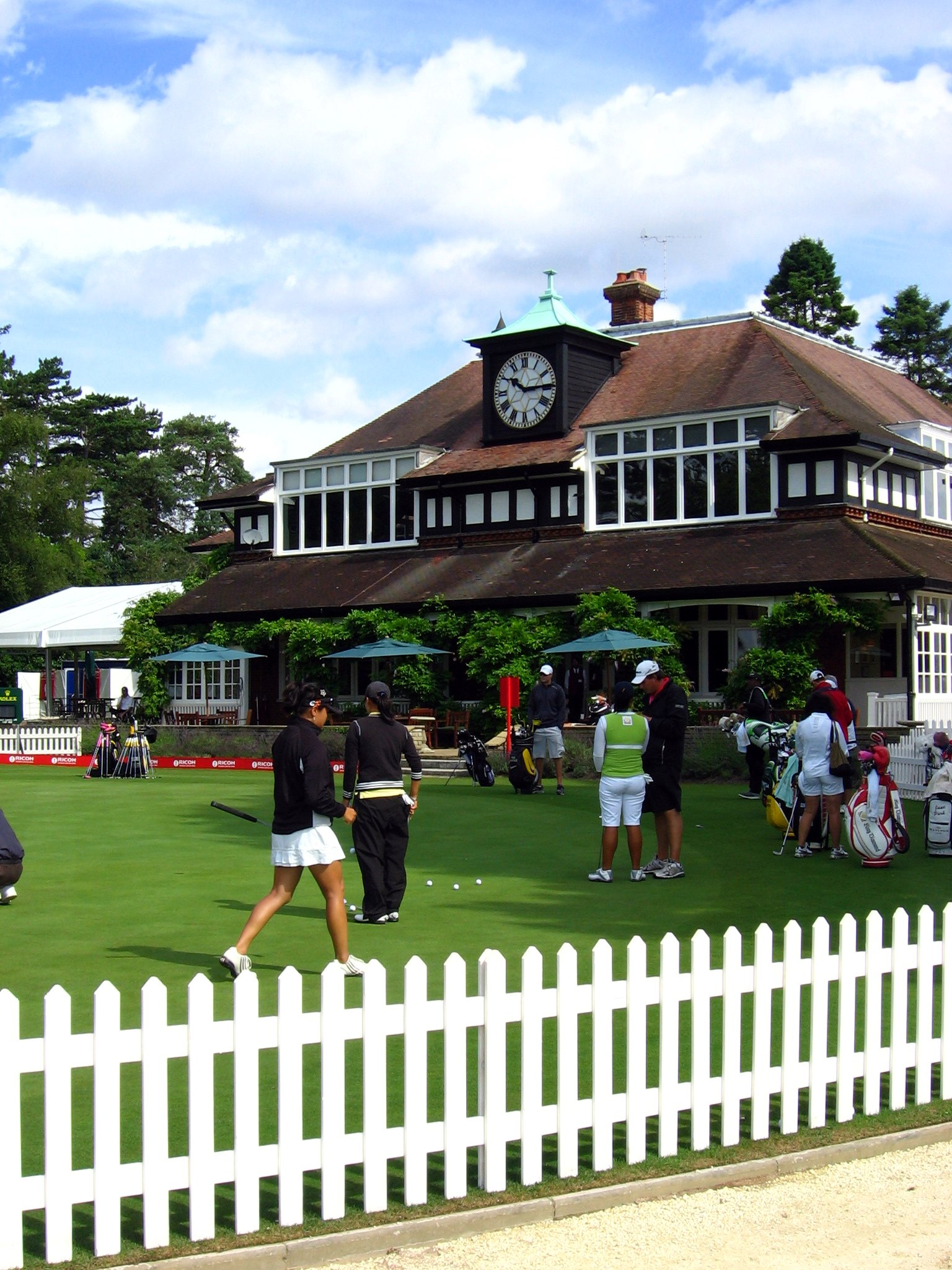
Tijdens het Ladies Open 2008

De Sunningdale Golf Club is een Engelse golfclub in Berkshire.

## Geschiedenis
De club is in 1900 opgericht. De 18 holesbaan werd aangelegd door Willie Park jr. en geopend in 1901. 
De grond was van het St John's College in Cambridge en bestond vooral uit heide op zandgrond. Het is een van de eerste banen in Engeland die niet aan de kust ligt. Deze baan heet nu de ' Old Course', want in 1922 werd een nieuwe baan aangelegd door Harry Shapland Colt.

## Toernooien
Na de Tweede Wereldoorlog werd de British Masters regelmatig op Sunningdale gespeeld. Andere grote toernooien waren het Dunlop Tournament in 1956, het Ladies European Open in 1975, de Celtic International (winnaar Gordon Brand Jr.) in 1984, de Walker Cup in 1987, het PGA Seniors Championship 1993, 1994 en 1995 en het Women's British Open in 2004. Verder is viermaal het  The Women’s Open Championship  op Sunningdale gespeeld.
| Jaar | Winnares       | Land       |
| ---- | -------------- | ---------- |
| 2008 | Jiyai Shin     | Zuid-Korea |
| 2004 | Karen Stupples | Engeland   |
| 2001 | Pak Se-ri      | Zuid-Korea |
| 1997 | Karrie Webb    | Australië  |

## Beroemde spelers
- Een van de eerste clubprofessionals was Jack White, winnaar van het Britse Open in 1904.
- Bobby Jones speelde hier in 1926 om zich te kwalificeren voor het Britse Open. Zijn eerste ronde scoorde hij 66, bestaande uit 33 slagen en 33 putts. Dit wordt wel de ' perfecte ronde'  genoemd. Op iedere hole scoorde hij een 3 of een 4, dus ook op de par-5 holes. Jones zei achteraf:  "I wish I could take this course home with me."
- Het baanrecord van 62 staat op naam van Nick Faldo.
- Karen Stupples won het Ladies Open in 2004 o.a. door een start in de laatste ronde met een eagle en een albatros op de twee par-5 holes. Het is een wereldrecord om vijf slagen onder par te staan na het spelen van twee holes.

In 2007 staat Sunningdale volgens Golf Magazine op de 38ste plaats wereldwijd en volgens Golf Digest op nummer 12 van de banen buiten de Verenigde Staten.